# Eisothistos minutus
Eisothistos minutus är en kräftdjursart som beskrevs av Sivertsen och Lipke Bijdeley Holthuis 1980. Eisothistos minutus ingår i släktet Eisothistos och familjen Expanathuridae. Inga underarter finns listade i Catalogue of Life.